# Chevrolet Equinox
Chevrolet Equinox — позашляховик від компанії General Motors. Класифікується як середньорозмірний кросовер SUV. 

## Перше покоління (2005—2009)

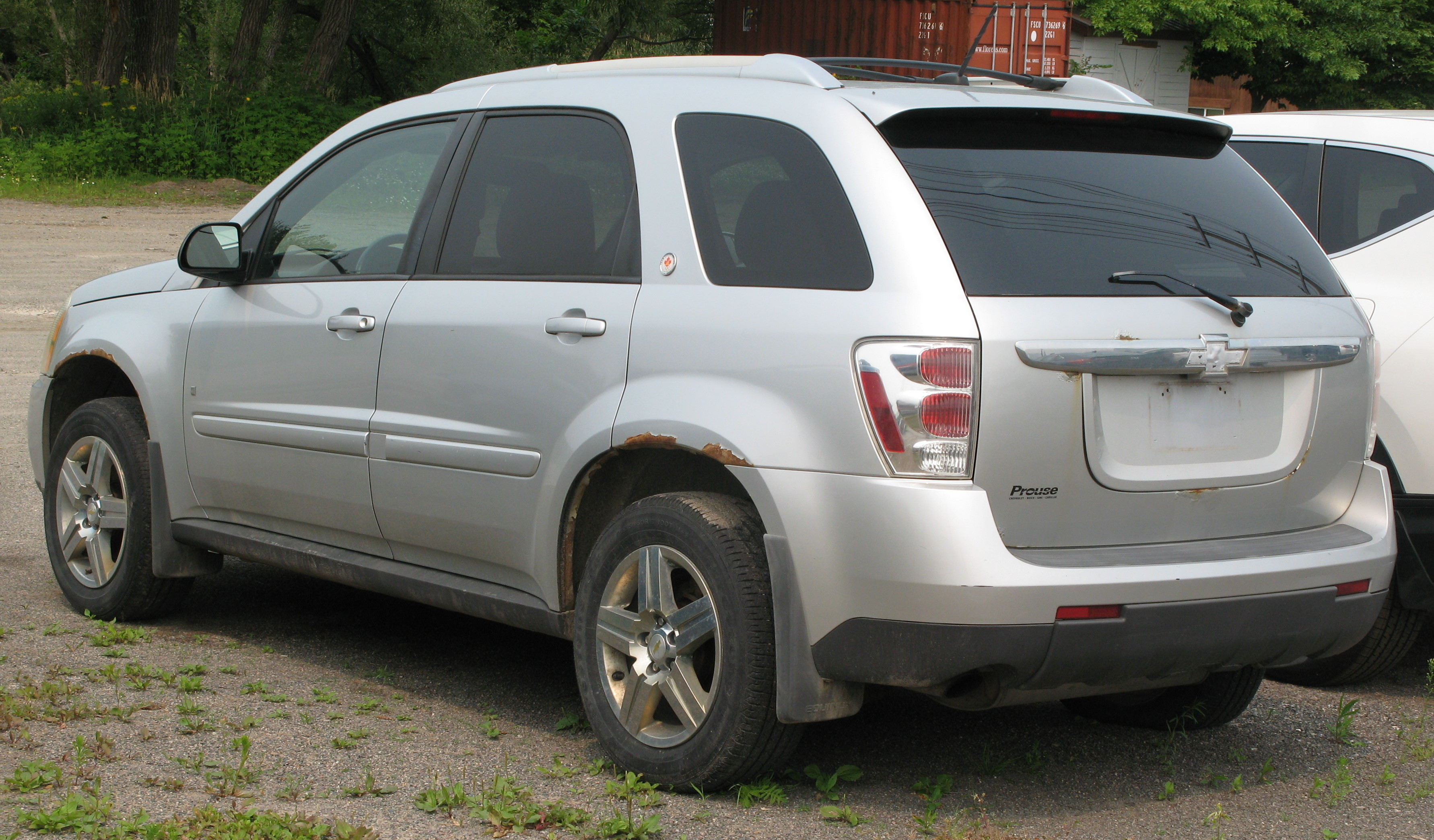
Chevrolet Equinox

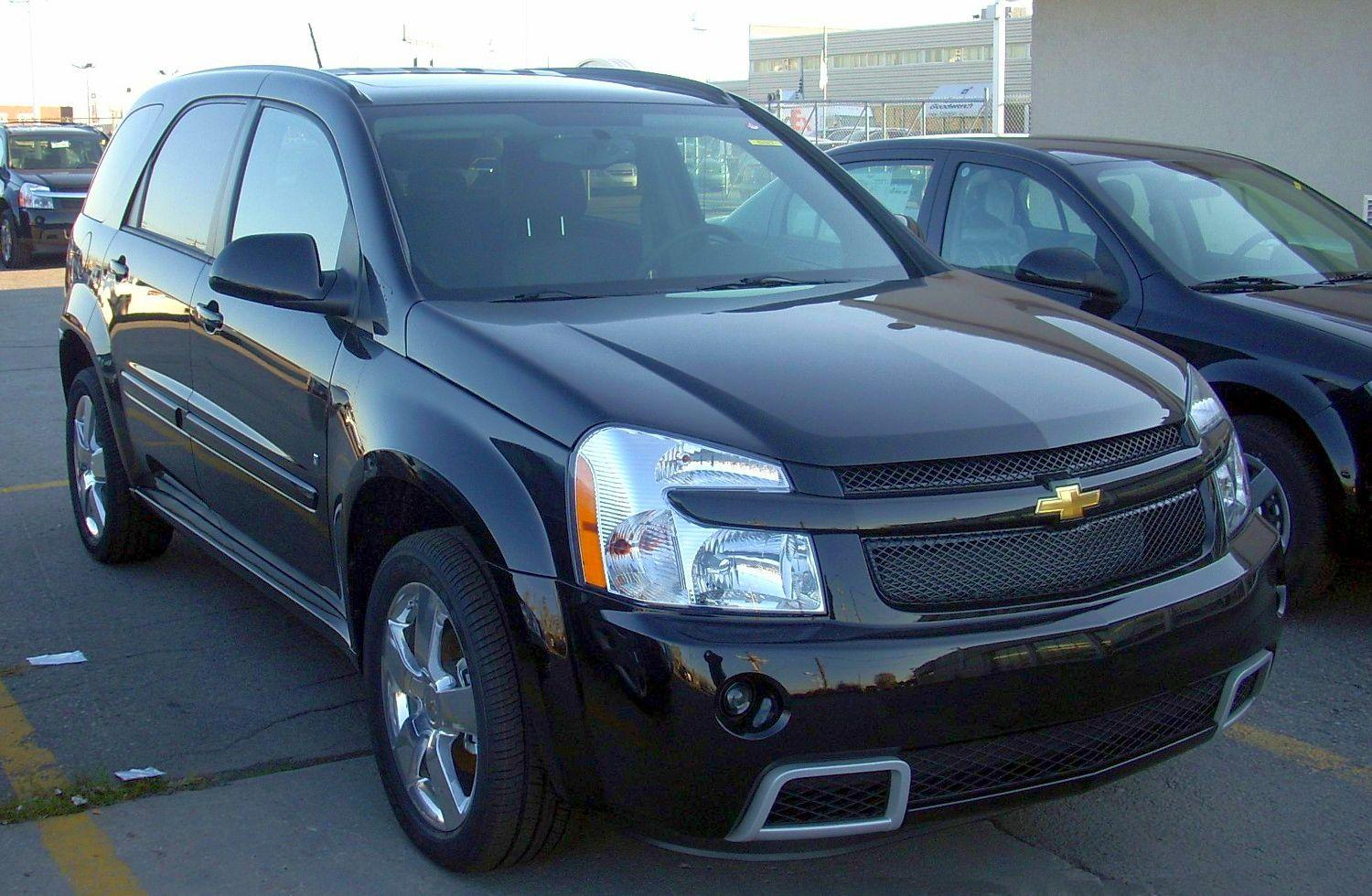
Chevrolet Equinox Sport

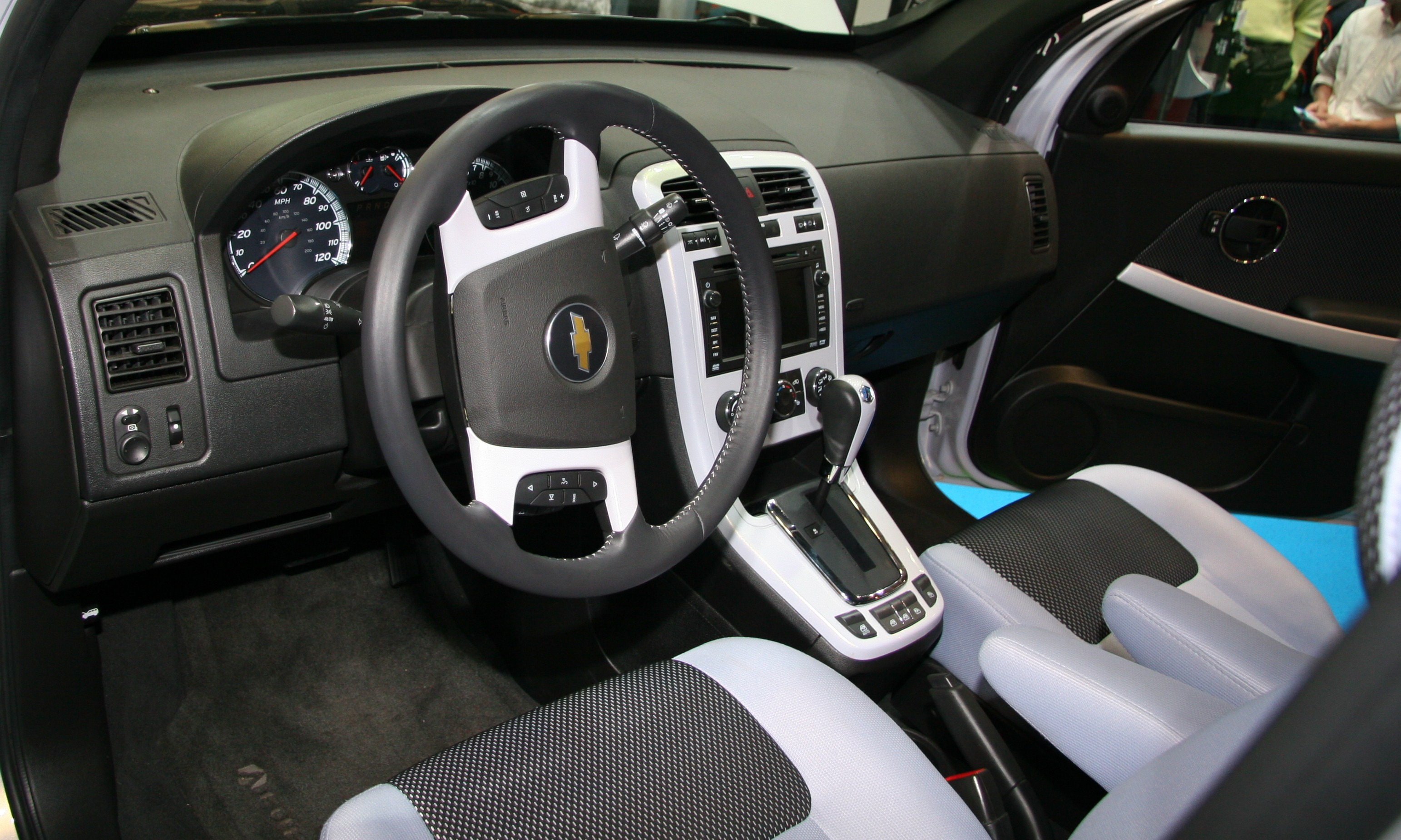

Перше покоління кросовера Chevrolet Equinox було представлено в 2004 році (в серії з 2005 року). Автомобіль побудований на платформі GM Theta з поперечним розташуванням двигуна та комплектувався бензиновим двигуном 3,4 л V6 потужністю 188 к.с. і 3,6 л V6 потужністю 268 к.с. Коробки передач — п'яти-і шестидіапазонна АКПП. Повний привід пропонувався як опція, а за замовчуванням він був переднім.

### Equinox Sport
У 2008 році Chevrolet додало спортивну модель в лінійку кросоверів Equinox. Шестициліндровий двигун з двома розподільними в головці циліндрів об'ємом 3,6 літра дозволяв розганятися до 100 км/год за 7 секунд і досягати потужності в 264 кінських сили. Equinox Sport має 18-дюймові колісні диски і шестиступінчасту автоматичну трансмісію.

### Equinox LTZ
Модель Equinox LTZ відрізняється 17-дюймовими хромованими алюмінієвими колісними дисками, хромованими дверними ручками і декоративними елементами кузова. Стандартними опціями були підігрів передніх сидінь, шкіряні елементи оздоблення салону, AM/FM стереосистема з сімома колонками Pioneer і CD-програвач на шість дисків, з можливістю відтворення MP3, а також бічні подушки безпеки.

### Двигуни
| Роки      | Двигуни          | Потужність         | Крутний момент |
| --------- | ---------------- | ------------------ | -------------- |
| 2005–2009 | 3,4 літра LNJ V6 | 185 к.с. (138 кВт) | 285 Нм         |
| 2008–2009 | 3,6 літра LY7 V6 | 264 к.с. (197 кВт) | 339 Нм         |

## Друге покоління (2009—2017)

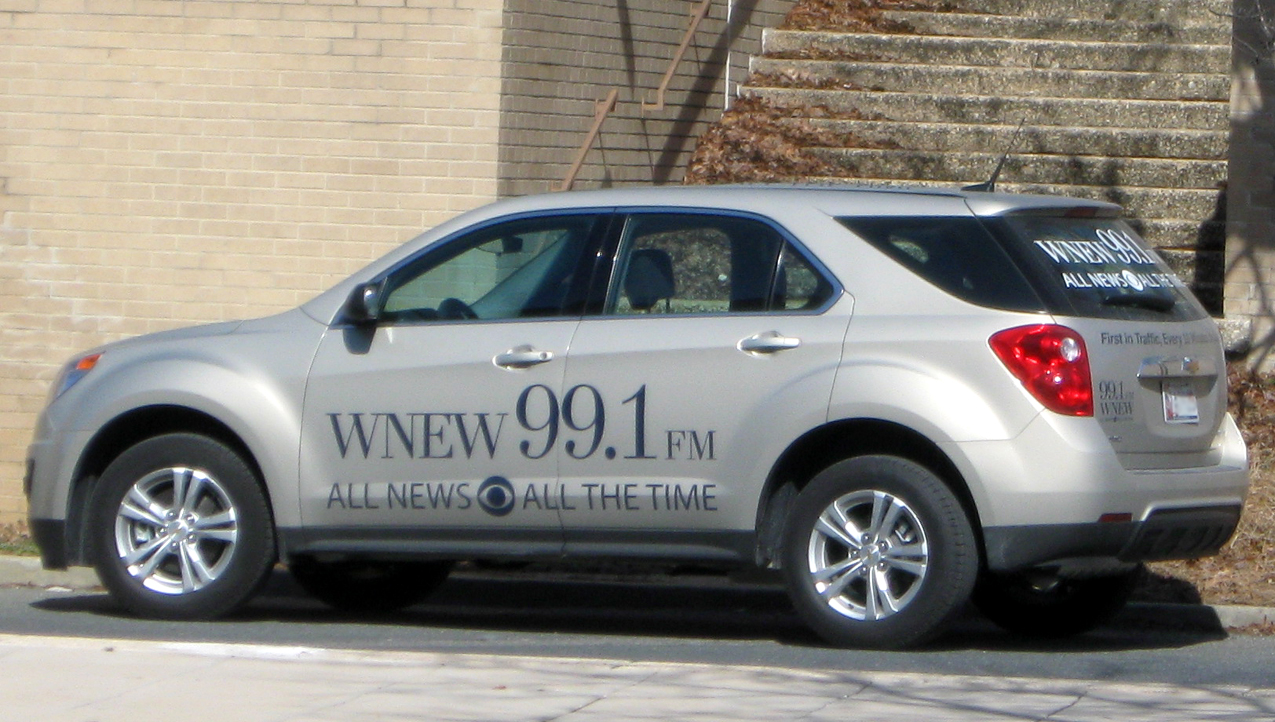
Chevrolet Equinox II

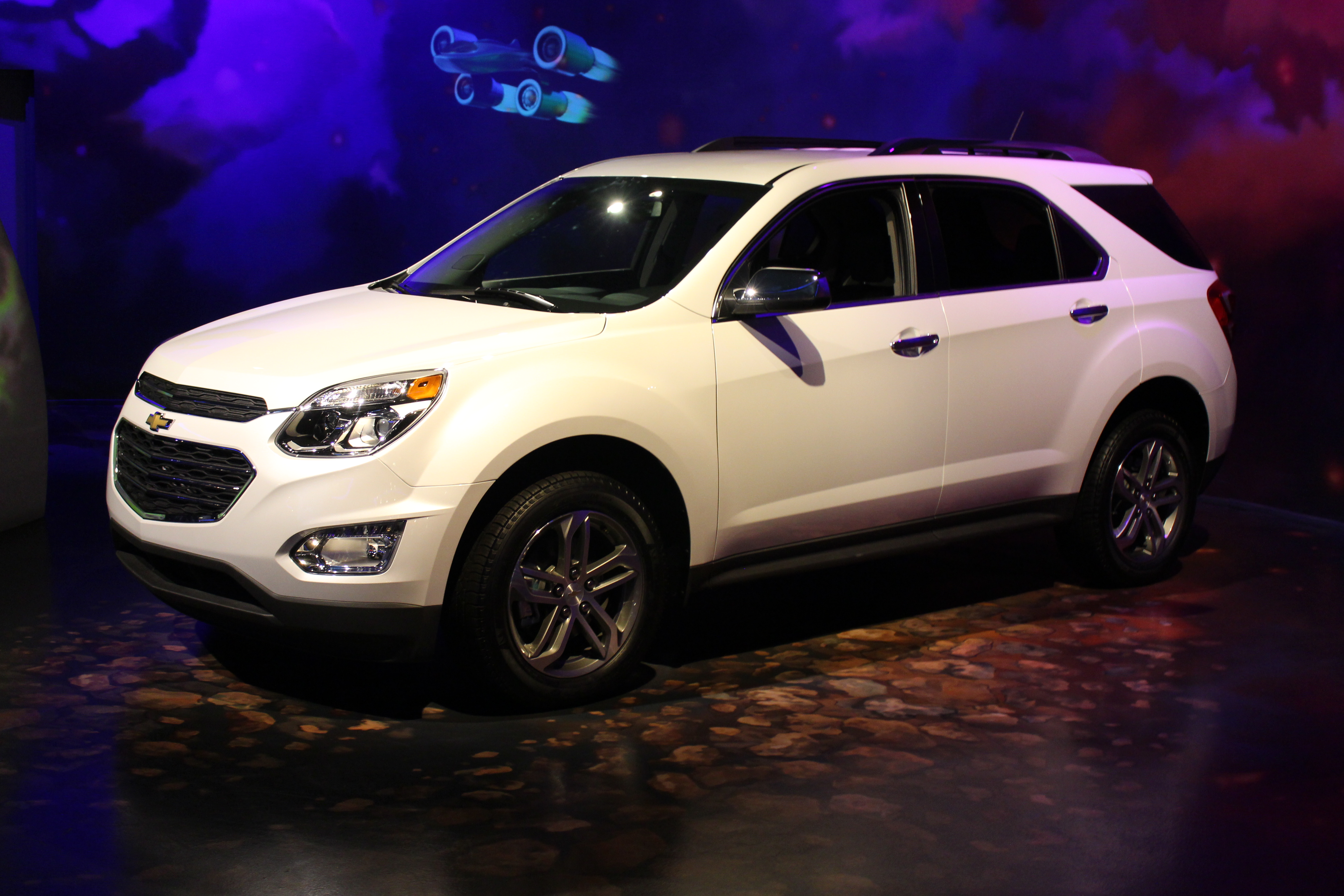
Chevrolet Equinox II (2015—2017)

21 грудня 2008 року компанія Chevrolet анонсувала «друге покоління» лінійки Equinox, а перші зразки представила на північноамериканському автосалоні в Детройті 2009 року. Автомобіль збудовано на модернізованій платформі GM Theta.

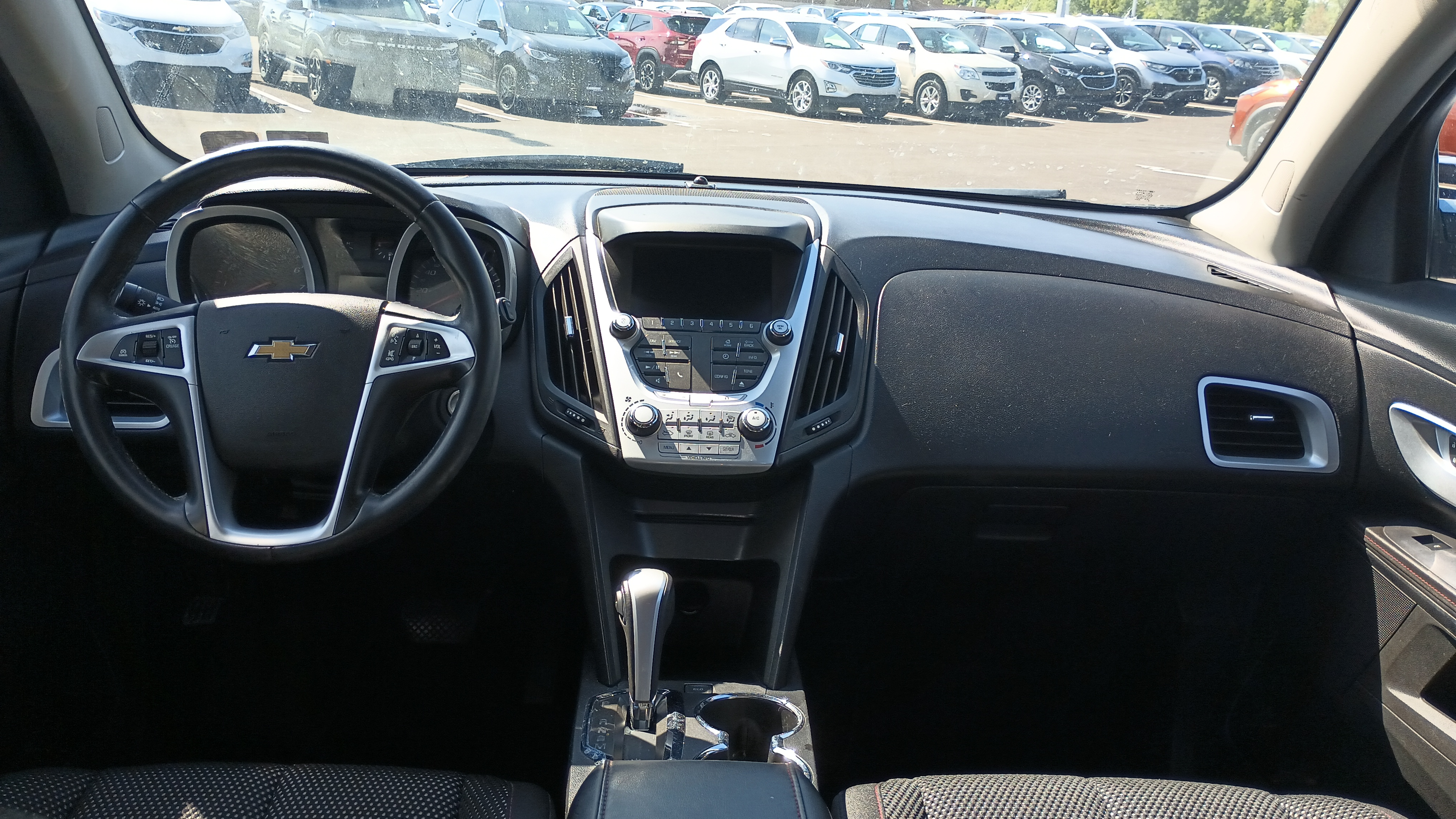

В 2013 році двигун 3,0 л V6 замінений на новий 3,6 л V6 потужністю 301 к.с. Додана функція «Siri Eyes Free», яка підтримує зв'язок з iPhone за допомогою голосового помічника Siri.
В 2015 році модель оновили, змінивши зовнішній вигляд і оснащення.

### Двигуни
| Роки      | Двигуни                               | Потужність         | Крутний момент |
| --------- | ------------------------------------- | ------------------ | -------------- |
| 2010–2011 | 2,4 літра Ecotec LAF Р4               | 182 к.с. (136 кВт) | 233 Нм         |
| 2012–     | 2,4 літра Ecotec LEA Р4               | 182 к.с. (136 кВт) | 233 Нм         |
| 2010–2012 | 3,0 літра High Feature LF1 или LFW V6 | 264 к.с. (197 кВт) | 301 Нм         |
| 2013–     | 3,6 літра High Feature LFX V6         | 301 к.с. (224 кВт) | 369 Нм         |

## Третє покоління (2017-2024)

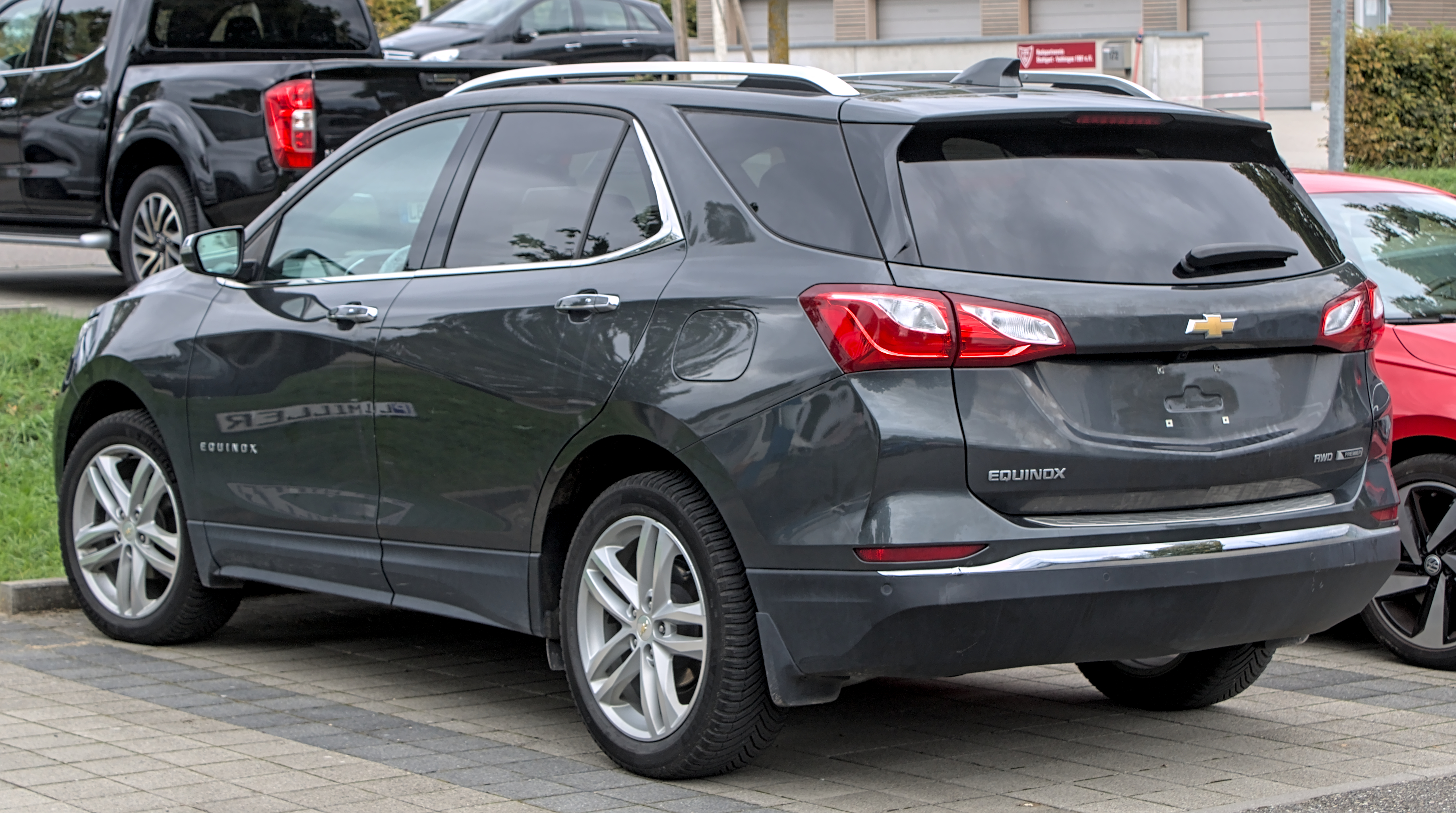
Chevrolet Equinox III

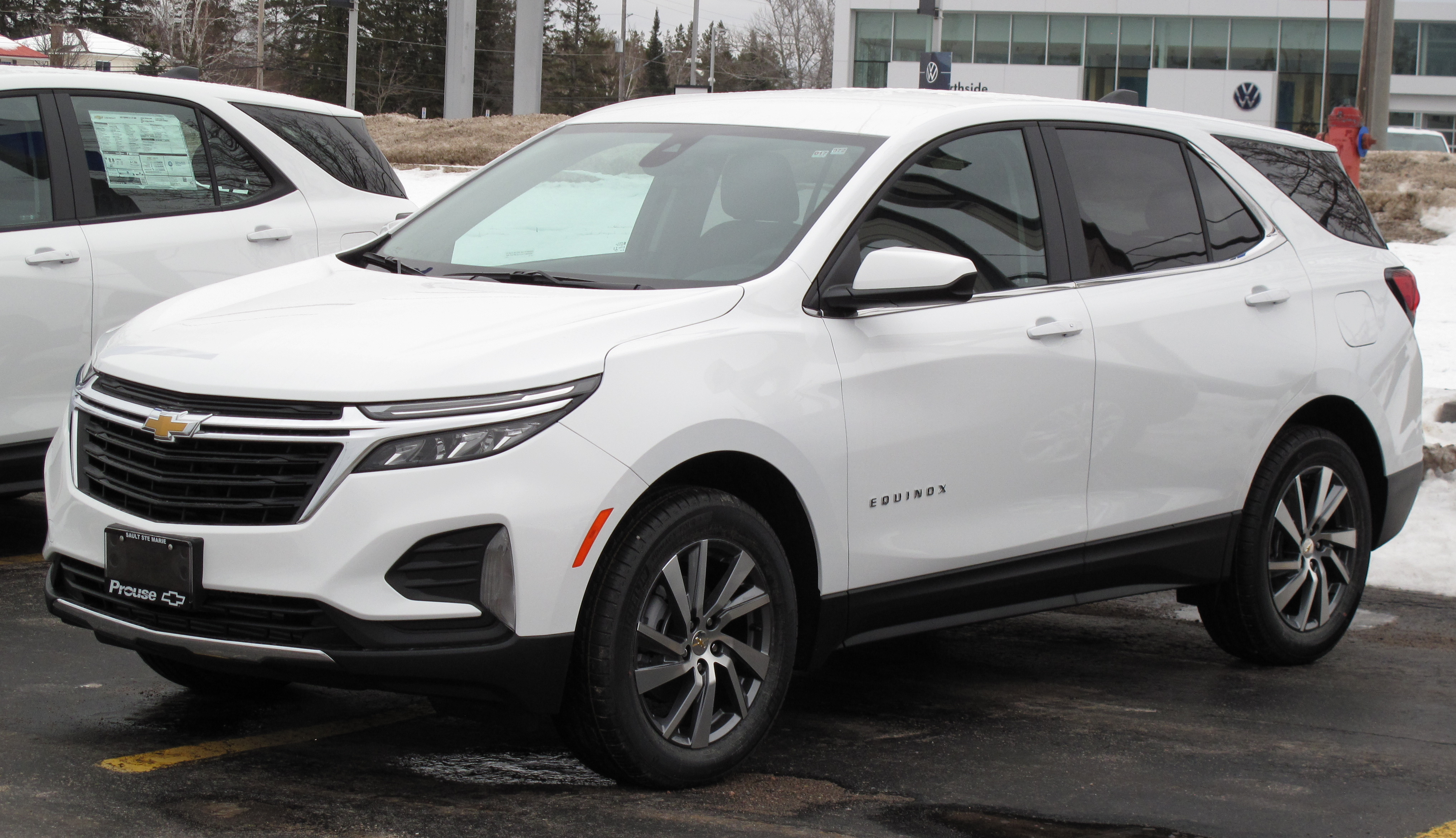
Chevrolet Equinox III (з 2022)

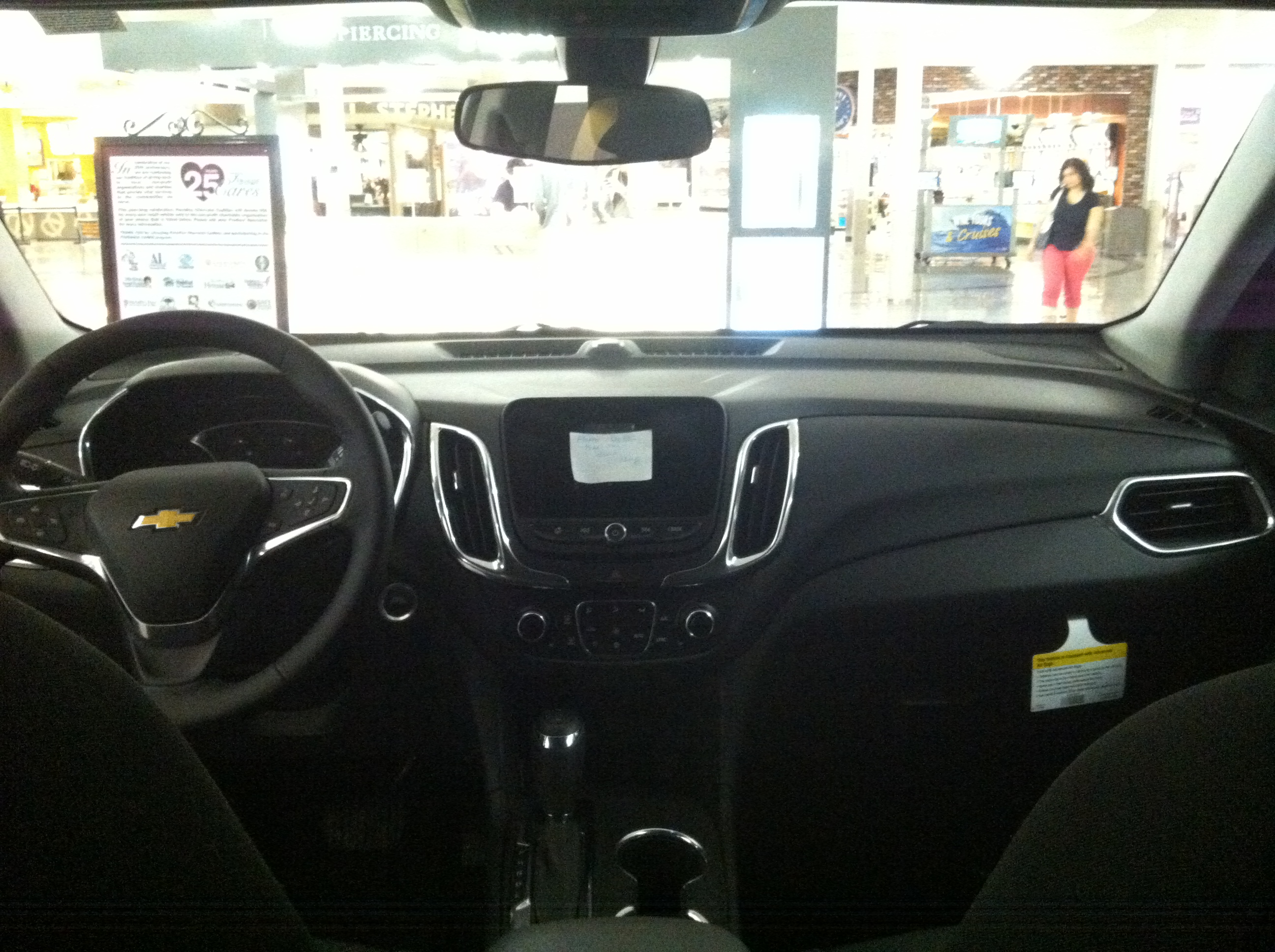

22 вересня 2016 року представлено Chevrolet Equinox третього покоління. На автомобіль встановлюють турбовані бензинові агрегати 1.5 л LFV Р4 (173 к.с., 275 Нм) і 2.0 л LTG Р4 (256 к.с., 353 Нм), а також, турбодизель 1.6 л B16DTH (137 к.с., 320 Нм). Дволітровій машині надано дев'ятиступеневий «автомат», двом іншим — шестиступеневий. Привід — передній або повний (з підключенням задньої осі муфтою).
Кросовер збудовано на платформі D2XX/D2UX, відомій по седану Chevrolet Cruze третього покоління і ряду інших моделей GM. Попереду тут встановлені стійки McPherson і рульове управління з електричним підсилювачем. Ззаду у машини своя незалежна чотириважільна підвіска, а не балка, що скручується, як у седана. Споряджена маса скоротилася на 180 кг. Передньопривідний варіант з мотором 1.5 л важить всього 1509 кг.
У США новий Equinox надійде в продаж в першому кварталі 2017 року, а до кінця того ж року з'явиться ще в 115 країнах.
Салон Equinox справляє дещо змішані враження. З одного боку, якісні оздоблювальні матеріали, тканина у базових моделях та шкіра у топових LT та Premier, до того ж, автоматичний клімат-контроль та 7.0-дюймовий сенсорний екран.
Базова модель Equinox L постачається із камерою заднього виду, механічним кондиціонером, аудіосистемою з 7.0-дюймовим сенсорним дисплеєм, Bluetooth сполученням телефону, USB, електроприводом вікон та дзеркал. Стандартними також стали круїз-контроль та мультифункціональний дисплей, який знаходиться між основними приладами, відображаючий споживання пального та його запас. До елементів безпеки належать протибуксувальна система, контроль стабільності та чисельні подушки. Крім того, передбачений сервіс «OnStar» із мережею 4G та Wi-Fi.
У 2020 році модель оновили. Equinox отримав розширений список елементів безпеки, серед яких попередження про виїзд за межі смуги руху, допомога в утриманні смуги руху, попередження про можливе зіткнення і виявлення пішоходів.
Chevrolet забрав з лінійки двигунів дизельний силовий агрегат.
Chevrolet Equinox 2021 економить пальне. Передньопривідна версія кросовера з 170-сильним двигуном 1.5 витрачає в комбінований поїздці 9 л/100 км.
У 2023 році Chevrolet додав 5 к.с. до потужності двигуна Equinox.

### Двигуни
- 1.5 L LYX turbo I4
- 2.0 L LTG turbo I4
- 1.6 L LH7 turbo diesel I4

## Четверте покоління (з 2025)

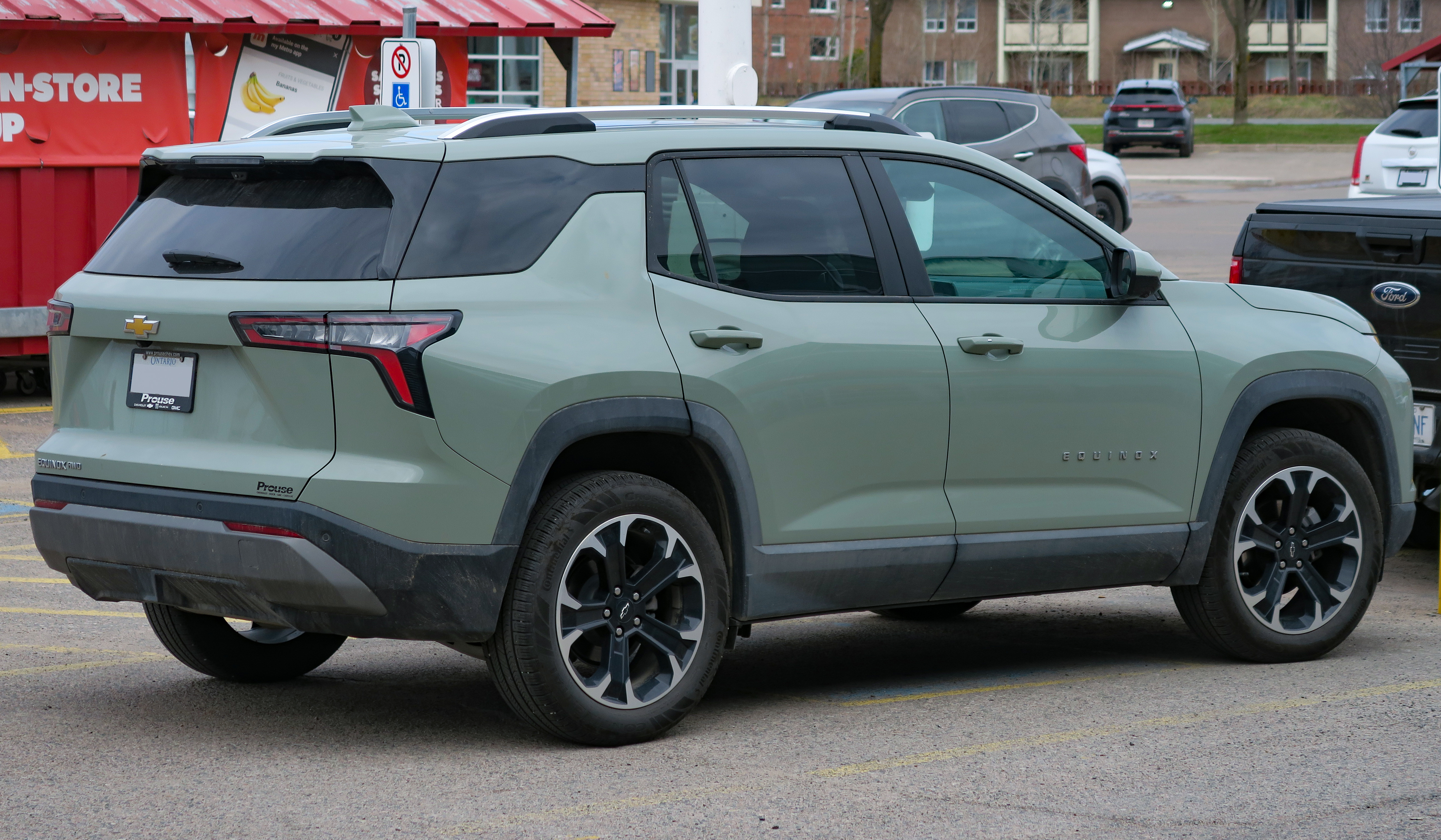

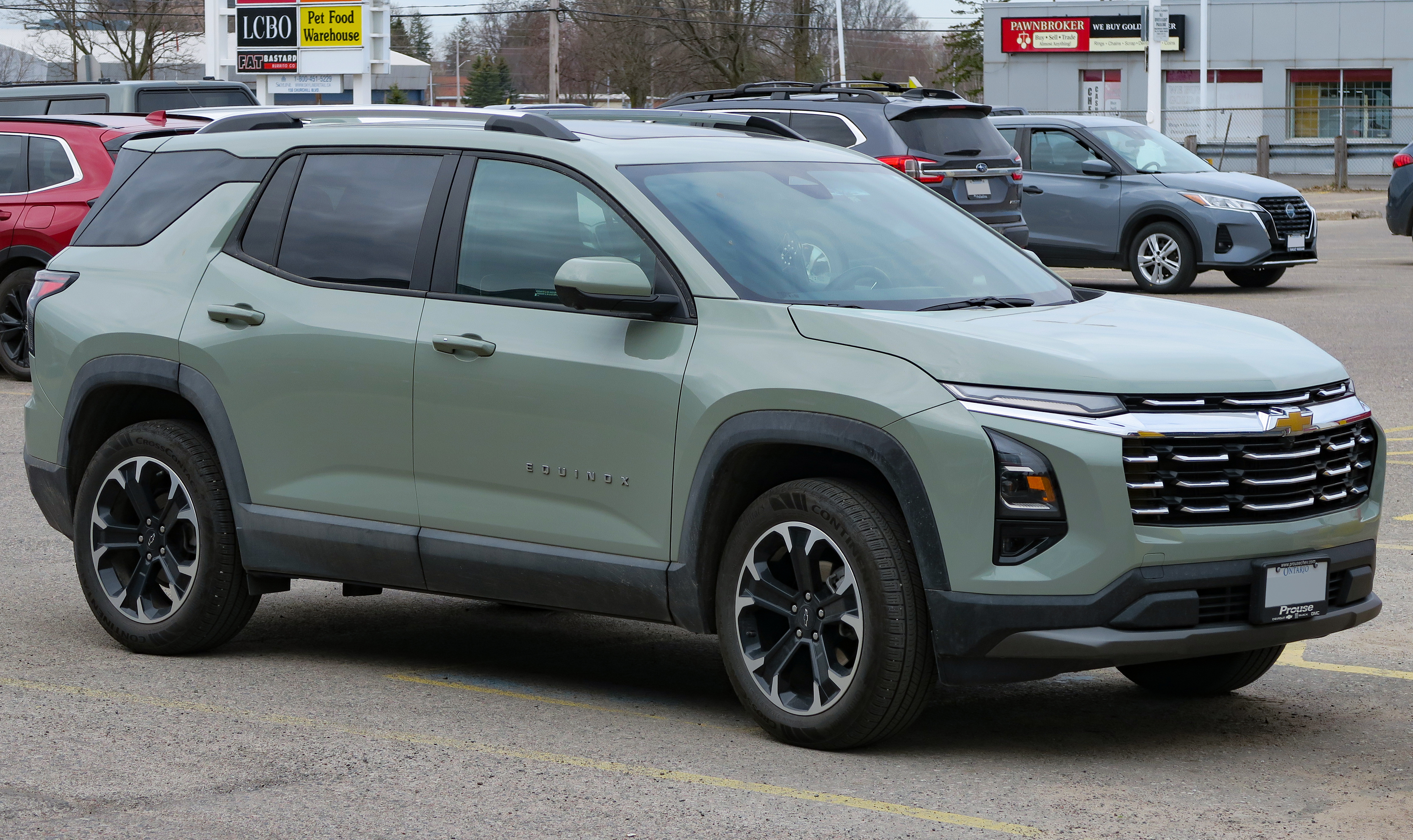
Chevrolet Equinox 4

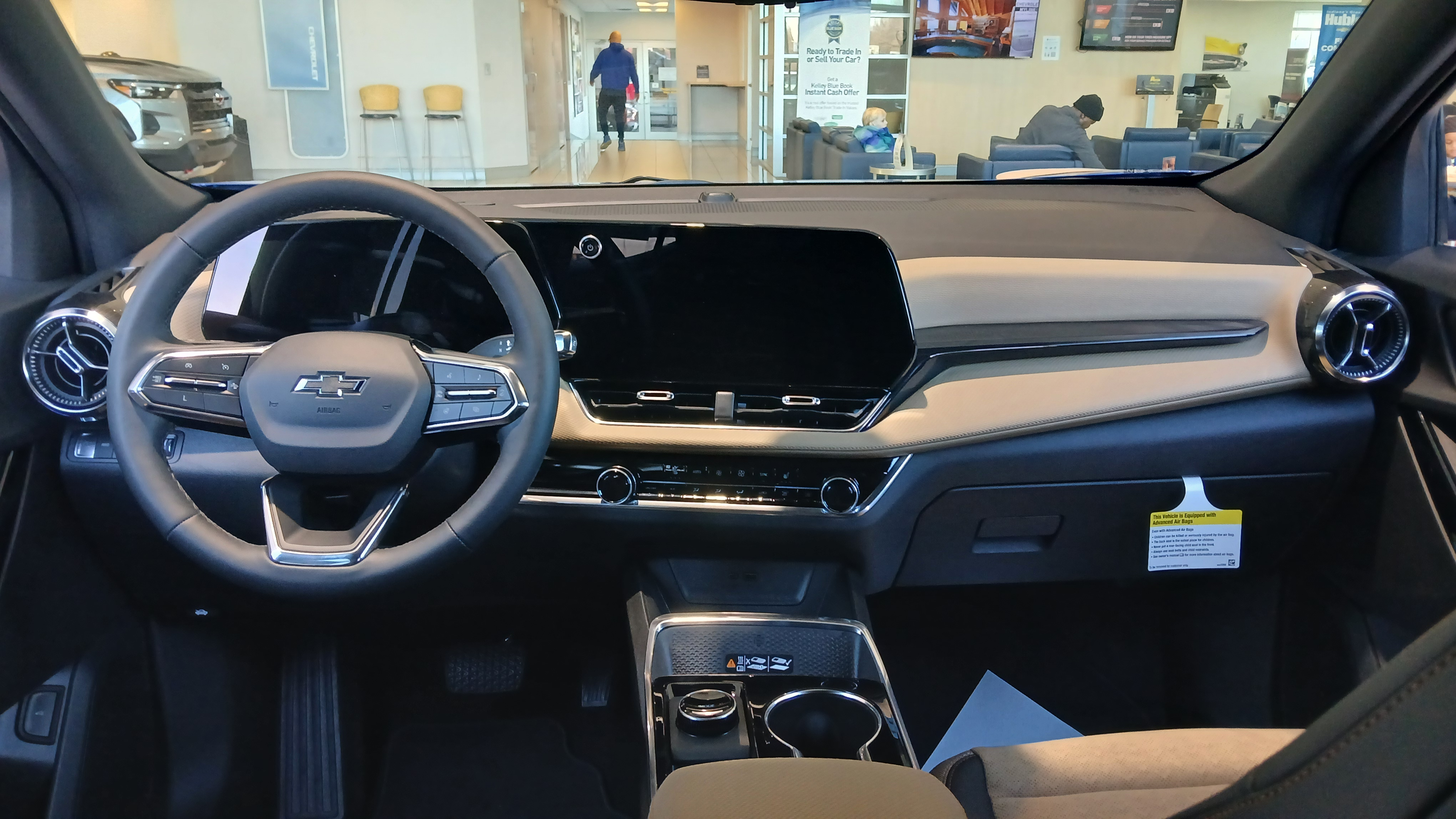

23 січня 2024 року Chevrolet представила Equinox четвертого покоління як модель 2025 року. Модель використовує нову електричну архітектуру та оновлену платформу, що походить від існуючої платформи D2XX. Він також переносить 1,5-літровий чотирициліндровий бензиновий двигун з турбонаддувом потужністю 178 к.с., який використовувався в попередньому Equinox. Рівні комплектації зменшено до трьох: LT, RS і Activ. Вперше для Equinox обігрів сидінь і обігрів керма стали стандартним обладнанням усіх моделей. Equinox нового покоління отримав електронний селектор передач, розташований на рульовій колонці. Також оновлено трансмісії: передньопривідні версії тепер оснащуються варіатором CVT. Повнопривідні моделі отримали 8-ступеневу автоматичну коробку.
Equinox четвертого покоління буде виготовлено на заводі в Сан-Луїс-Потосі в Мексиці та надійде в продаж у середині 2025 року. Він продаватиметься разом із електродвигуном Equinox EV на акумуляторі.
Він також дебютував у березні 2024 року в Китаї, де він продається як Equinox Plus, щоб відрізнити його від попереднього покоління. Він доступний як плагін-гібрид, оснащений аналогічним 1,5-літровим бензиновим двигуном з турбонаддувом.

### Двигуни
- 1.5 L LSD turbo I4
- 1.5 L PHEV LSD turbo I4 (Китай)

## Equinox EV (з 2023)

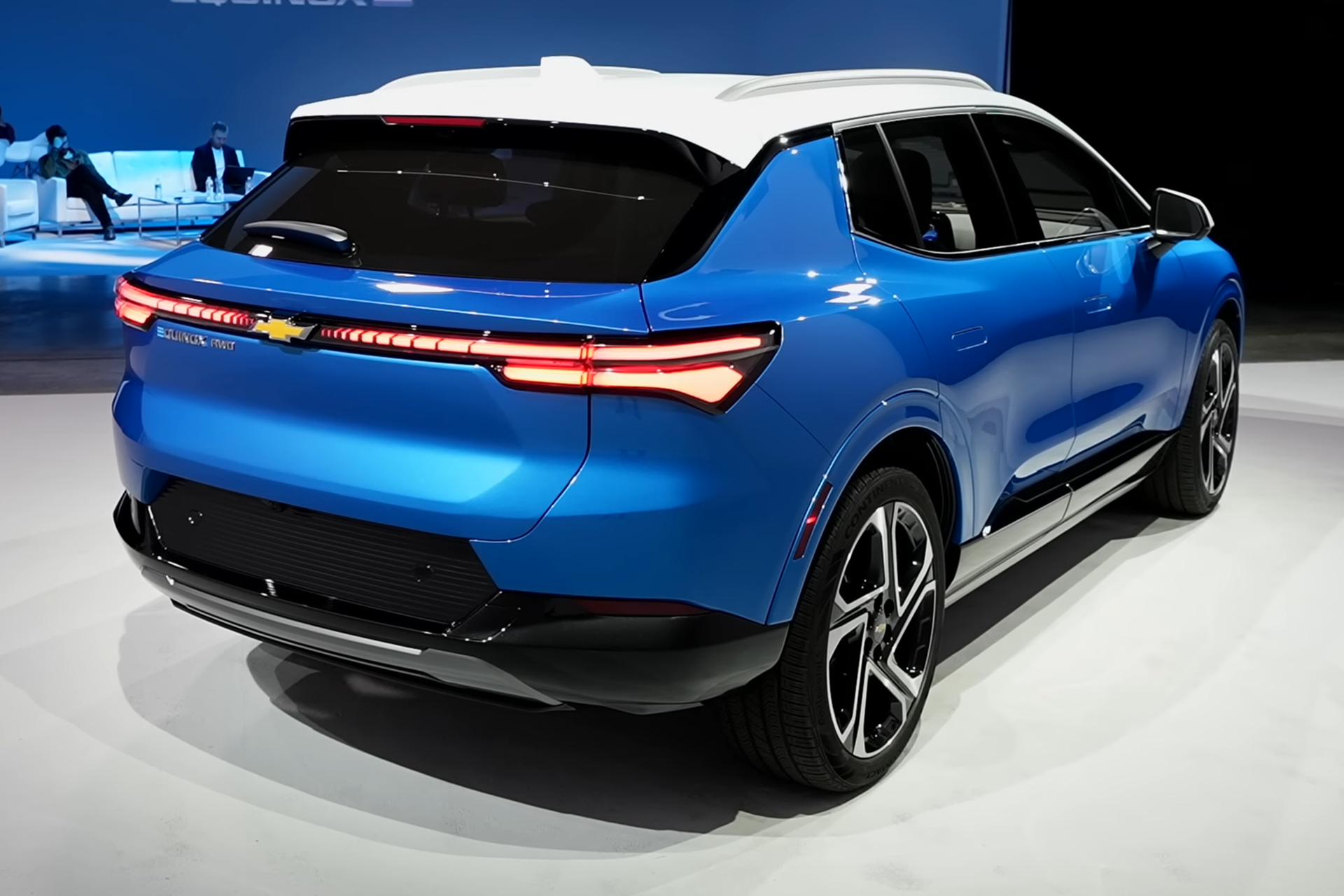
Chevrolet Equinox EV AWD

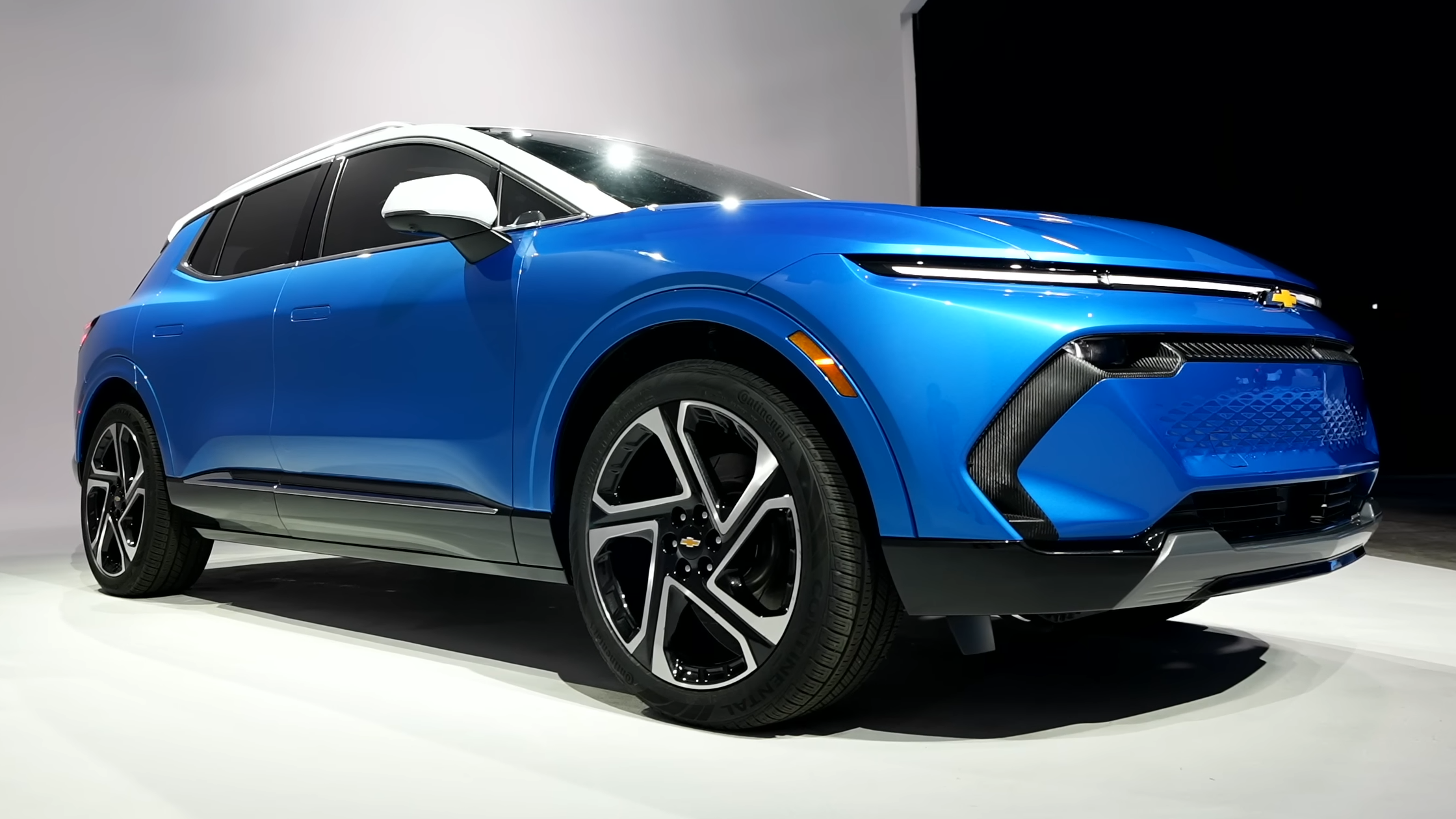
Chevrolet Equinox EV AWD

Електрична версія Equinox з акумуляторною батареєю була представлена в січні 2022 року в наборі зображень художників на виставці споживчої електроніки (CES) у 2022 році, і вона надійде в продаж восени 2023 року. Він отримав абсолютно окремий дизайн і основи від Equinox з двигуном ICE.

## Версія на паливних елементах

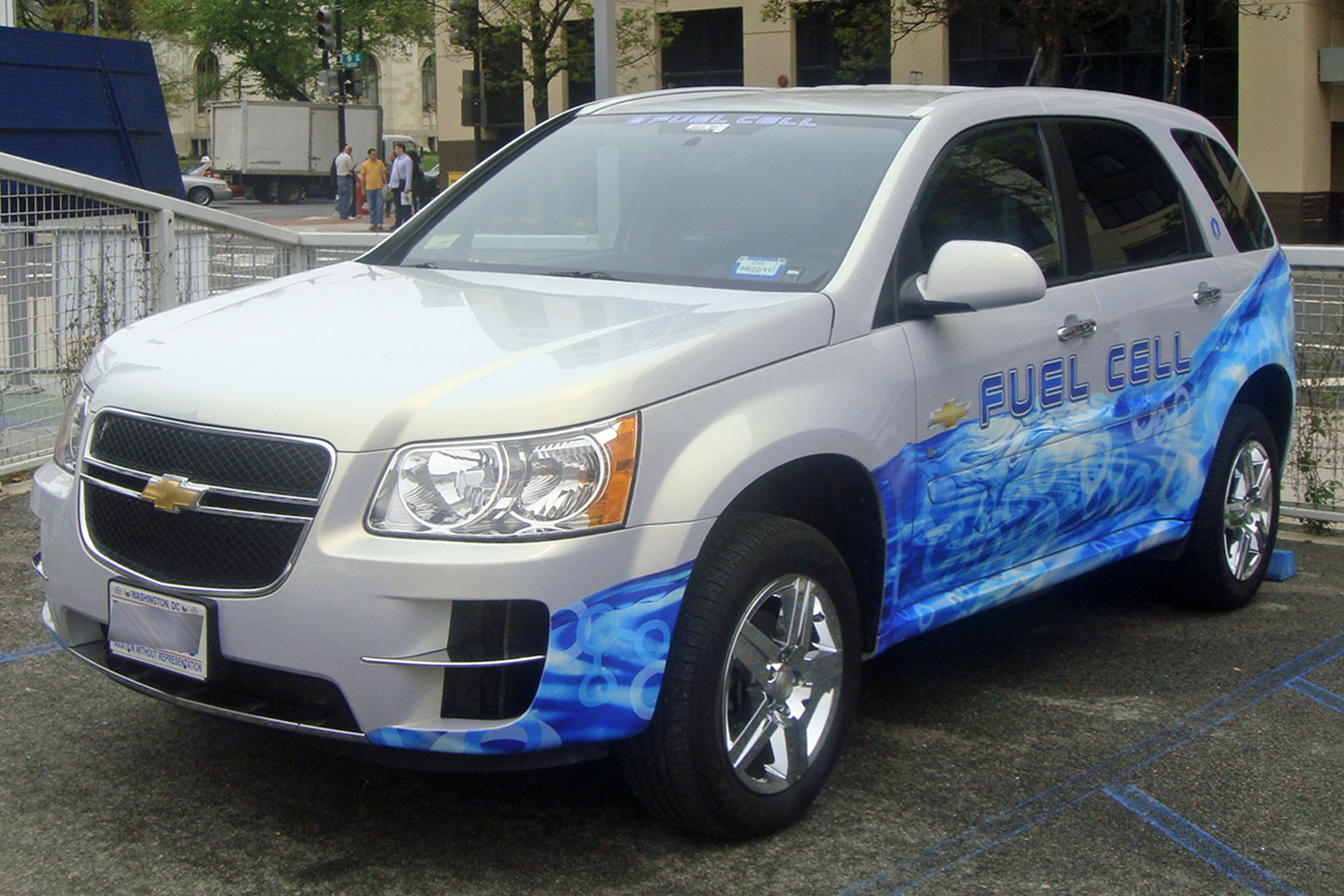
Chevrolet Equinox Fuel Cell першого покоління

Перші автомобілі були випущені в 2007 році.
Автомобіль з паливними елементами Chevrolet Equinox використовує водень для палива. Паливна камера Equinox використовує технологію водню четвертого покоління, розроблену в концепції Chevrolet Sequel, яка була представлена у вересні 2009 року. Паливний елемент розрахований лише на 50 000 миль (80 000 км) за кермом, але розроблений для роботи в умовах низької температури замерзання. протягом усього життя. GM заявляє, що Equinox Fuel Cell приблизно на 500 фунтів (230 кг) важчий за оригінальний Equinox і має на один дюйм менший кліренс. Для зменшення ваги в ньому є алюмінієві двері та капот з вуглецевого волокна. Він використовує фари від Pontiac Torrent.

## Газова версія
У 2013 році Nat G CNG Solutions та AGA Systems оголосили, що почали пропонувати версію Chevy Equinox та GMC Terrain на стисненому природному газі (CNG), використовуючи двигун 2,4 л. Версія для природного газу — це «двопаливний» автомобіль із CNG, що означає, що він може працювати як на бензині, так і на природному газі, надаючи йому розширений діапазон. Terrain/Equinox були першими автомобілями із природним газом з прямим вприскуванням, коли-небудь схваленими Американською EPA.
Silver Eagle Distributors, дистриб'ютор продуктів Anheuser-Busch, став початковим замовником для версії на природному газі з початковим замовленням до 100 природних газів GMC Terrain. CenterPoint Energy був першим замовником для версії на природному газі Chevy Equinox.

## Електрична версія
Amp Electric Vehicles продає повністю електричну версію Chevrolet Equinox. Вони продали свій перший електричний Equinox Dayton Power & Light, і отримали п'ятирічне замовлення на тисячу позашляховиків для Northern Lights Energy в Ісландії.

## Продажі
| Рік  | Продажі |
| ---- | ------- |
| 2004 | 84,024  |
| 2005 | 130,542 |
| 2006 | 113,888 |
| 2007 | 89,552  |
| 2008 | 67,447  |
| 2009 | 86,148  |
| 2010 | 149,979 |
| 2011 | 193,274 |
| 2012 | 218,621 |
| 2013 | 238,192 |
| 2014 | 242,242 |
| 2015 | 277,589 |